# Lyponia nana
Lyponia nana is een keversoort uit de familie netschildkevers (Lycidae). De wetenschappelijke naam van de soort werd in 1939 gepubliceerd door Kleine.